# Jean Béliveau (marcheur)
Pour les articles homonymes, voir Jean Béliveau (homonymie) et Béliveau.
Jean Béliveau (né le 18 août 1955) est un marcheur québécois qui a fait le tour du monde en 11 ans, plus exactement en 4 077 jours. Il a effectué cette marche dans le cadre de la décennie internationale de la promotion d'une culture de la non-violence et de la paix au profit des enfants du monde. Sa marche a été reconnue par l’Unesco.
Jean Béliveau est parti le jour de son 45e anniversaire, le 18 août 2000, de Montréal. Il a conclu son périple le 16 octobre 2011, 4 077 jours plus tard et après avoir parcouru plus de 75 000 kilomètres dans 64 pays. 

## Le parcours de Jean Béliveau
- Départ le 18 août 2000 de Montréal, (Canada).
- Le 18 août 2001, il est à San José (Costa Rica) au Costa Rica.
- Le 18 août 2002, il est à Iquique au Chili.
- Le 18 août 2003, il est au Port Elizabeth en Afrique du Sud.
- Le 18 août 2004, il est à Addis-Abeba en Éthiopie.
- Le 18 août 2005, il est à Tizi Ouzou en Algérie.
- Le 18 août 2006, il est à Lincoln en Angleterre.
- Il passe en Allemagne au mois d'octobre.
- En avril 2007, il atteint Istanbul où il termine sa marche en Europe.
- Le 18 août 2007, il est à Saveh en Iran.
- En décembre 2007, il traverse l'Inde.
- Le 18 août 2008, il est à Séoul en Corée du Sud.
- Le 18 août 2009, il est à Semarang en Indonésie.
- Le 18 août 2010, il est à Yarram en Australie.
- Le 18 août 2011, il est en Ontario, Canada, à deux mois du terme de son voyage.

Au cours de son périple :
- il a rencontré quatre personnes ayant reçu le prix Nobel de la paix, dont Nelson Mandela[1], Oscar Arias Sanchez et Adolfo Perez Esquivel[2] ;
- il a été opéré d'urgence à la prostate en 2005, en Algérie[2] ;
- il a usé 48 paires de chaussures au cours de son voyage, et séjourné dans plus de 1 500 familles[3] ;
- mis à part la traversée des océans et les différentes îles traversées, il a été amené par quatre fois à interrompre sa marche : il a évité la Colombie, a dû écourter sa marche au Kenya, n'a pas eu l'autorisation d'entrer en Libye et a fait son entrée en Chine en avion, ayant été obligé de survoler le Tibet[4].